# Eugene O’Brien
Eugene O’Brien (ur. 14 listopada 1880 w Boulder, zm. 29 kwietnia 1966) – amerykański aktor filmowy.

## Filmografia
- 1916: The Rise of Susan jako Clavering Gordon
- 1918: By Right of Purchase jako Chadwick Himes
- 1921: Oddzielne swiaty jako Hugh Ledyard
- 1926: Płomienie jako Herbert Landis

## Wyróżnienia
Posiada swoją gwiazdę na Hollywoodzkiej Alei Gwiazd.